# Hirondelle des mosquées
Cecropis senegalensis
Espèce
Synonymes
- Hirundo senegalensis (Protonyme)
- Cercropis senegalensis

Statut de conservation UICN

 LC  : Préoccupation mineure
L'Hirondelle des mosquées (Cecropis senegalensis), aussi appelée grande hirondelle à ventre roux, est une espèce de passereaux de la famille des Hirundinidae. 
Son aire s'étend à travers l'Afrique subsaharienne.

## Liste des sous-espèces

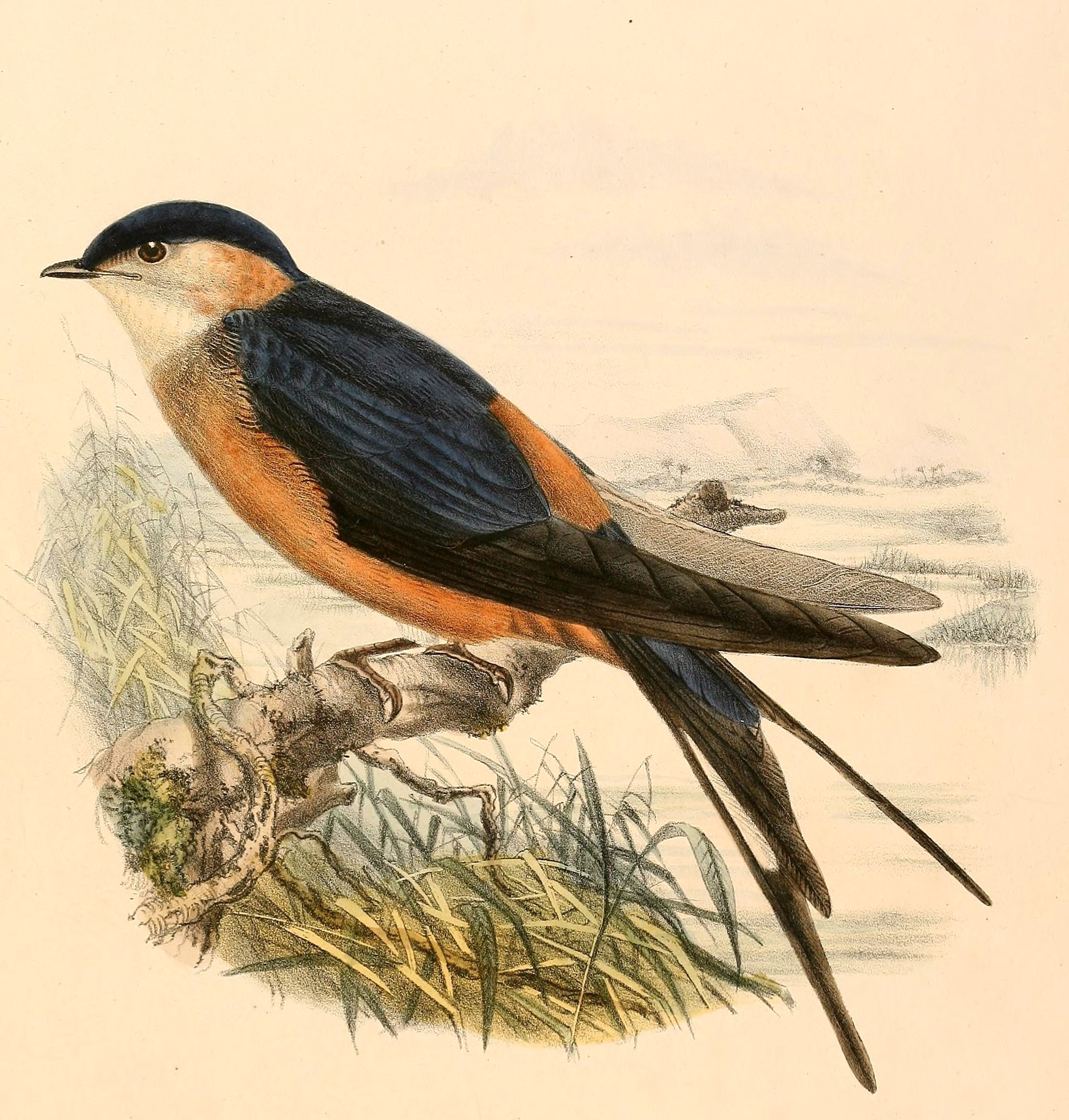
Cecropis senegalensis monteiri

D'après Alan P. Peterson, cette espèce est constituée des trois sous-espèces suivantes :
- Cecropis senegalensis monteiri (Hartlaub, 1862)
- Cecropis senegalensis saturatior (Bannerman, 1923)
- Cecropis senegalensis senegalensis (Linnaeus, 1766)